# إسماعيل شيم
إسماعيل شيم (بالتركية: İsmail Cem) هو دبلوماسي وصحفي وكاتب ومصور وسياسي تركي، ولد في 15 فبراير 1940 في إسطنبول في تركيا، وتوفي بنفس المكان في 24 يناير 2007 بسبب سرطان الرئة. حزبياً، نشط في حزب الشعب الجمهوري. وقد انتخب وزير الخارجية وانتخب عضو في البرلمان التركي.